# Rijnenburg (buurtschap)
Rijnenburg is een buurtschap in de Nederlandse gemeente Utrecht. Rijnenburg is gelegen aan de Nedereindseweg die van oost naar west door de Polder Rijnenburg loopt. Dit gedeelte van de gemeente Utrecht wordt ingedeeld bij de wijk Vleuten-De Meern, hoewel de buurtschap op enige afstand van de rest van de wijk gelegen is.
De buurtschap en de gelijknamige polder zijn vernoemd naar het voormalige Kasteel Rijnenburg aan de Nedereindseweg. Tot en met het jaar 2000 behoorde het deel van de polder waar Rijnenburg in ligt tot de gemeente Nieuwegein. Bij de gemeentelijke herindeling op 1 januari 2001 werd Rijnenburg ingedeeld tot de buurt Rijnenburg binnen de Utrechtse wijk Vleuten-De Meern.

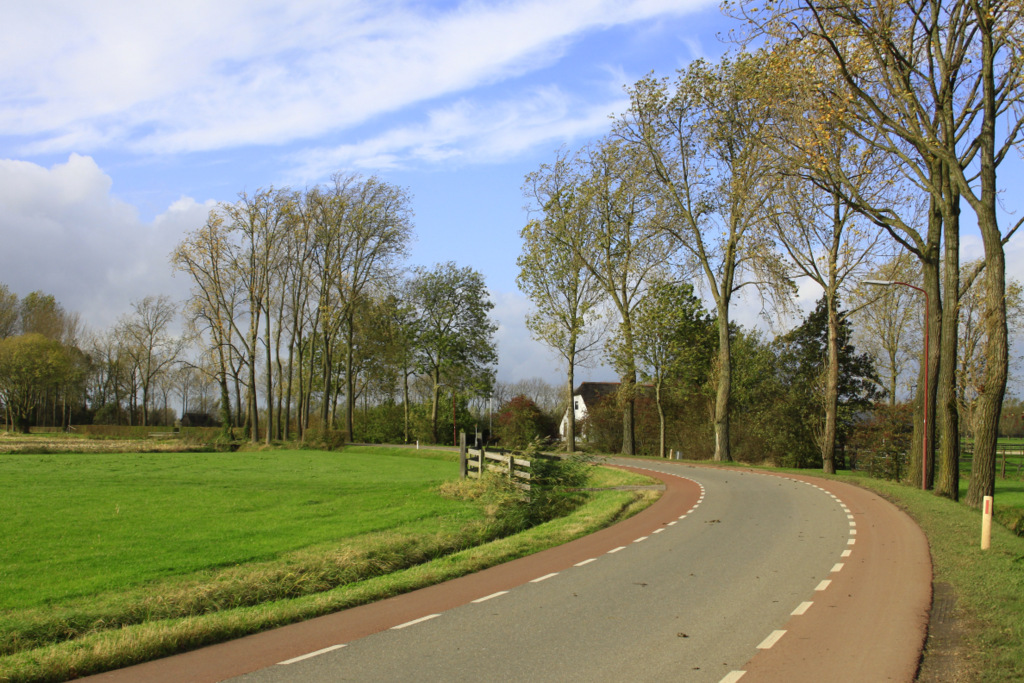
Een boerderij aan de Nedereindseweg in Rijnenburg

## Toekomstige bebouwing
De Vinex-locatie Leidsche Rijn ten noorden van de A12 heeft anno 2022 de grenzen van zijn groei bereikt en het gebied rondom Rijnenburg komt in aanmerking voor verdere uitbreiding Utrecht. Daarnaast zocht de gemeente jarenlang naar een plek binnen de gemeente voor de plaatsing van windmolens. Deze schijnbare elkaar uitsluitende gebruiksfuncties leiden tot jarenlange discussies in de lokale politiek. In juni 2022 werd besloten dat het zuidelijk deel van de polder, rondom de buurtschap een woonwijk met 25.000 woningen zou worden. De bouw hiervan moet in 2035 van start gaan. Het noordelijk deel van de polder moet een permanent energielandschap worden, met ruimte voor zonnepanelen en windmolens.
Wijken van Utrecht: Binnenstad · Oost · Leidsche Rijn · West · Overvecht · Zuid · Noordoost · Zuidwest · Noordwest · Vleuten-De Meern

Dorpen: Haarzuilens · De Meern · Vleuten      Buurtschappen: Alendorp · Blauwkapel (deels) · Lage Haar . Rijnenburg (buurtschap) · Ockhuizen · Oudenrijn · Reijerscop · Stadsdam · Themaat

Utrecht · Plaatsen in de provincie      Nederland · Provincies · Gemeenten